# Edison Denisov
Pour les articles homonymes, voir Denisov.
Œuvres principales
Requiem
Première symphonie
L'Écume des jours
Edison Vassilievitch Denisov (en russe : Эдисон Васильевич Денисов) est un compositeur russe né le 6 avril 1929 à Tomsk, alors Union soviétique et mort le 24 novembre 1996 à Saint-Mandé.

## Biographie
Fils d'un physicien, Denisov est prénommé Edison en hommage à Thomas Edison. Il entre en 1946 à l'université d'État de Tomsk où il suit parallèlement des études de musique et de mathématique puis se perfectionne au Conservatoire Tchaïkovski de Moscou, avec Vissarion Chebaline en composition, Nikolaï Rakov en orchestration, Viktor Zuckerman en analyse et Vladimir Belov en piano. En 1959, il devient professeur d'instrumentation,
Un temps élève de Dmitri Chostakovitch, Denisov, une personnalité exigeante et intransigeante, découvre la Seconde école de Vienne qui détermine son langage musical sévère et riche, teinté de sérialisme, loin de l'éclectisme de son collègue polygraphe Alfred Schnittke. Il constitue avec d'autres compositeurs (Andrei Volkonski, Alfred Schnittke, Sofia Goubaïdoulina, Valentin Silvestrov) l'avant-garde de la musique soviétique, peu appréciée de l'Union des compositeurs soviétiques. Son secrétaire général, Tikhon Khrennikov, dénonce Denisov lors du sixième congrès pour avoir participé à des festivals de musique soviétique à l'Ouest.
Denisov a écrit des concerti pour divers instruments, un Requiem dans la tradition poétique et anticléricale de Frederick Delius (voir son Requiem), une Première symphonie, chef-d'œuvre intense et d'une noirceur désespérée, expression de la souffrance spirituelle du compositeur anti-totalitaire, où passe le souffle d’Anton Webern (citation de la quatrième des Six pièces pour grand orchestre, opus 6, la « marche funèbre ») ainsi que des opéras (notamment L'Écume des jours (1981) d'après le roman de Boris Vian avec des citations de mélodies de Duke Ellington).
Denisov a contribué à la renaissance du clavecin, qu'il a utilisé dans plusieurs de ses compositions, comme la pièce Italian Songs (1964), sur texte d'Alexandre Blok, pour soprano, flûte, cor, violon et clavecin, la Musique de chambre pour alto, clavecin et cordes ; le Concerto pour flûte, vibraphone, clavecin et cordes (1993) et le Concerto pour deux altos, clavecin et cordes.

## Œuvres
Une partie des partitions des œuvres de Edison Denisov est éditée par les éditions Billaudot.
- 1956-9 : Soldier Ivan (russe : Иван-солдат, opéra en trois actes sur des motifs tirés de contes de fées russes
- 1960 : Sonate pour flûte et piano
- 1964 : Le soleil des Incas (Солнце инков — The Sun of Incas), texte de Gabriela Mistral pour soprano, flûte, hautbois, cor, trompette, deux pianos, percussion, violon et violoncelle
- 1964 : Italian Songs, texte de Alexander Blok pour soprano, flûte, cor, violon et clavecin
- 1966 : Les pleurs (Плачи — Lamentations), texte de chansons populaires Russes pour soprano, piano et trois percussionnistes
- 1968 : Ode (en mémoire de Che Guevara) pour clarinette, piano et percussion
- 1968 : Musique Romantique (Романтическая музыка — Romantic Music) pour hautbois, harpe et trio à cordes
- 1968 : Autumn (Осень) d'après Velemir Khlebnikov pour treize voix solistes
- 1969 : Trio à cordes
- 1969 : Quintette de vents
- 1969 : Silhouettes pour flûte, deux pianos et percussion
- 1969 : Chant des Oiseaux (Пение птиц) pour piano préparé (ou clavecin) et bande
- 1969 : DSCH pour clarinette, trombone, violoncelle et piano
- 1970 : Two Songs d'après des poèmes de Ivan Bunin pour soprano et piano
- 1970 : Peinture (Живопись — Painting) pour orchestre
- 1970 : Sonate pour saxophone alto et piano
- 1971 : Trio avec piano
- 1972 : Concerto pour violoncelle, Sonate pour clarinette seule
- 1973 : La vie en rouge (Жизнь в красном цвете — The Life in Red), texte de Boris Vian pour voix solo, flûte, clarinette, violon, violoncelle, piano et percussion
- 1974 : Concerto pour piano
- 1974 : Signes en blanc (Знаки на белом — The Sighs on White) pour piano
- 1975 : Concerto pour flûte
- 1977 : Concerto pour violon
- 1977 : Concerto Piccolo pour saxophone et six percussionnistes
- 1980 : Requiem d'après des textes liturgiques et des poèmes de Francisco Tanzer pour soprano, ténor, chœur mixte et orchestre
- 1981 : L'écume des jours (Пена дней — The Foam of Days), un opéra d'après Boris Vian.
- 1982 : Tod ist ein langer Schlaf (Смерть — это долгий сон — La Mort est un long sommeil) — Variations sur un canon de Haydn pour violoncelle et orchestre.
- 1982 : Symphonie de chambre nº 1
- 1982 : Concerto pour basson, violoncelle et orchestre
- 1983 : Five Etudes pour basson solo
- 1984 : Confession (Исповедь), un ballet en trois actes d'après Alfred de Musset
- 1985 : Three Pictures after Paul Klee pour alto, hautbois, cor, piano, vibraphone et contrebasse
- 1986 : Quatre Filles (Четыре девушки — The Four Girls), un opéra en un acte d'après Pablo Picasso
- 1986 : Concerto pour alto
- 1986 : Concerto pour hautbois
- 1986 : Au plus haut des cieux, texte de Georges Bataille pour soprano et orchestre de chambre
- 1987 : Symphonie no 1
- 1989 : Concerto pour clarinette
- 1989 : Quatre Poèmes d'après G. de Nerval pour voix, flûte et piano
- 1991 : Concerto pour Guitare
- 1992 : History of Life and Death of Our Lord Jesus Christus according to St. Matthew pour basse, ténor, chœur et orchestre
- 1993 : Sonate pour clarinette et piano
- 1993 : Concerto pour flûte, vibraphone, clavecin et orchestre à cordes
- 1993 : Complétion de l'opéra de Debussy Rodrigue et Chimène
- 1994 : Symphonie de chambre nº 2
- 1994 : Sonate pour saxophone alto et violoncelle
- 1995 : Morning Dream d'après sept poèmes de Rose Ausländer pour soprano, chœur mixte et orchestre
- 1995 : Choruses for Medea pour chœur et ensemble
- 1995 : Complétion de l'opéra-oratorio de Schubert Lazarus oder Die Feier der Auferstehung (Лазарь и торжество Воскрешения) D689
- 1995 : Trio pour flûte, basson et piano
- 1995 : Des ténèbres à la lumière (From Dusk to Light) pour accordéon. Publ.: Paris, Leduc, 1996. Dur. 15 min.
- 1996 : Symphonie nº 2 (mars)
- 1996 : Trois Cadences pour le Concerto pour flûte et harpe de Mozart (avril–mai)
- 1996 : Sonate pour deux flûtes (mai)
- 1996 : Concerto pour flûte et clarinette avec orchestre (juillet)
- 1996 : Femme et oiseaux (The Woman and the Birds) hommage à Joan Miró pour piano, quatuor à cordes et quatuor de vents (juillet–août)
- 1996 : Avant le coucher du soleil pour flûte alto et vibraphone (dernière œuvre, terminée le 16 août).

## Filmographie
- 1990 : La Chasse royale de Vitali Melnikov